# Coalitieregering van Democratisch Kampuchea
De Coalitieregering van Democratisch Kampuchea was de internationaal erkende vertegenwoordiger van Cambodja tussen 1982 en 1990. Het kwam voort uit het door Pol Pot geleide Democratisch Kampuchea. Deze was in 1979 verslagen door het Front Uni National pour le Salut du Kampuchea met hulp van het Vietnamese Volksleger, waarbij de Volksrepubliek Kampuchea werd gesticht. Veel landen erkenden de volksrepubliek echter niet en daarom bleef Cambodja binnen de Verenigde Naties vertegenwoordigd door de regering van Democratisch Kampuchea. Om echter deze erkenning te behouden werd in 1982 de Coaltieregering van Democratisch Kampuchea gevormd. President van de coalitie werd de voormalige Cambodjaanse koning Norodom Sihanouk en Son Sann, de leider van het Khmer People's National Liberation Front (KPNLF), werd premier. In aanloop naar de VN-vredesbesprekingen van 1991 werd in 1990 de Nationale Regering van Cambodja gesticht en werd de Coalitieregering van Democratisch Kampuchea opgeheven.